# Чилим (деревня)
Чилим — деревня в Боханском районе Иркутской области России. Входит в состав Тихоновского муниципального образования. Находится примерно в 101 км к западу от районного центра.

## Происхождение названия
Название Чилим происходит от русского чилим — водяной орех.

## Население
По данным Всероссийской переписи, в 2010 году в деревне проживало 68 человек (37 мужчин и 31 женщина).